# Église Saint-Vincent de Mont-Saint-Vincent
L'église Saint-Vincent de Mont-Saint-Vincent est une église située sur le territoire de la commune de Mont-Saint-Vincent dans le département français de Saône-et-Loire et la région Bourgogne-Franche-Comté.

## Historique
Elle fait l'objet d'un classement au titre des monuments historiques depuis le 22 octobre 1913.